# Shëngjergj
Shëngjergj – wieś położona w północnej części Albanii w gminie Lekbibaj. Wieś znajduje się 109 kilometrów od stolicy państwa, Tirany.

## Demografia
Według spisu ludności z 1989 roku we wsi Shëngjergj mieszkało 218 mieszkańców.